# شاين شابمان
شاين شابمان (بالإنجليزية: Shane Chapman)‏ (7 أبريل 1978 بأوكلاند في نيوزيلندا - ) هو ملاكم تايلندي وملاكم كيك بوكسينغ وملاكم نيوزلندي، صنّف ضمن فئة الوزن المتوسط السوبر ‏.

## روابط خارجية
- شاين شابمان على موقع بوكس ريك (الإنجليزية) (registration required)